# Le Corricolo
Le Corricolo est un opéra-comique en trois actes d'Eugène Labiche et Alfred Delacour, musique de Ferdinand Poise, mise en scène de Eugène Mocker, représenté pour la première fois à Paris à l'Opéra-Comique le 27 novembre 1868.
Le livret est publié aux éditions Librairie Dramatique.

## Distribution
| Personnages            | Créateurs      |
| ---------------------- | -------------- |
| Hector de Lussan       | Barré          |
| Gaston de Nerville     | Laurent        |
| Le podestat de Bergame | Sainte-Foy     |
| Plantureux             | Prilleux       |
| Le trésorier           | Lignel         |
| Mattei                 | Baretti        |
| Caroline de Lussan     | Marie Cabel    |
| Ninetta                | Marie Heilbron |